# Cherry Bullet
Cherry Bullet (hangul: 체리블렛) är en sydkoreansk tjejgrupp bildad av FNC Entertainment. Gruppen består av de tio medlemmarna Mirae, Yuju, Jiwon, Haeyoon, Linlin, Chaerin, Kokoro, Remi, Bora och May. De hade sin debut den 21 januari 2019 med singel albumet Let's Play Cherry Bullet. Den 13 december 2019 meddelade FNC Entertainment att de tre medlemmarna Mirae, Kokoro och Linlin hade sagt upp sina kontrakt och lämnat gruppen.

## Historia

### Före debut
Den 21 augusti 2017 släppte FNC en bild på Yuju och presenterade henne som deras första medlem i den nya då icke-namngivna tjejgruppen som skulle göra sin debut 2018. Den 22 augusti presenterades Jiwon, följt av Bora den 3 oktober. Härefter presenterades inga nya medlemmar för den nya icke-namngivna tjejgruppen.
Gruppens namn blev klargjort den 20 november 2018 av FNC, därefter släpptes profiler på de tio medlemmarna i de följande dagarna.

## Nuvarande medlemmar
| Artistnamn   | Artistnamn | Födelsenamn  | Födelsenamn        | Födelsedatum     |
| Romanisering | Hangul     | Romanisering | Hangul/Hanja/Kanji | Födelsedatum     |
| ------------ | ---------- | ------------ | ------------------ | ---------------- |
| Haeyoon      | 해윤       | Park Haeyoon | 박해윤             | 10 januari 1996  |
| Yuju         | 유주       | Choi Yuju    | 최유주             | 5 mars 1997      |
| Bora         | 보라       | Kim Bora     | 김보라             | 3 mars 1999      |
| Jiwon        | 지원       | Heo Jiwon    | 허지원             | 4 september 2000 |
| Remi         | 레미       | Katsuno Rise |                    | 26 april 2001    |
| Chaerin      | 채린       | Park Chaerin | 박채린             | 13 mars 2002     |
| May          | 메이       | Hirokawa Mao | 廣川茉音           | 16 november 2004 |

## Tidigare medlemmar
| Artistnamn   | Artistnamn | Födelsenamn    | Födelsenamn        | Födelsedatum    |
| Romanisering | Hangul     | Romanisering   | Hangul/Hanja/Kanji | Födelsedatum    |
| ------------ | ---------- | -------------- | ------------------ | --------------- |
| Mirae        | 미래       | Kim Kyunjoo    | 김경주             | 26 mars 1998    |
| Kokoro       | 코코로     | Katō Kokoro    | 加藤 心            | 1 november 2000 |
| Linlin       | 린린       | Huang Tzu Ting | 黃紫婷             | 5 juli 2003     |

## Diskografi

### Singel Album
- Let's Play Cherry Bullet (21 januari 2019)
- LOVE ADVENTURE (22 maj 2019)
- Hands Up (11 februari 2020)*
- Aloha Oe (6 augusti 2020)*
- - * - Digital singel